# Ісмагілово (Белебеївський район)
Ісмагі́лово (рос. Исмагилово, башк. Исмәғил) — присілок у складі Белебеївського району Башкортостану, Росія. Входить до складу Тузлукушівської сільської ради.
Населення — 105 осіб (2010; 101 в 2002).
Національний склад:
- башкири — 45 %
- татари — 45 %